# 毛遂
毛 遂（もう すい、紀元前285年 - ?）は、中国戦国時代の趙国邯鄲（現在の河北省邯鄲市）の人。平原君の食客で戦国時代の著名な説客。『詩経』毛詩の編者とされる毛亨は甥で、毛萇も一族とされる。出自は邯鄲または薛（現在の山東省棗荘市滕州市）であるとする説もある。

## 略歴

### 嚢中の錐
趙の孝成王7年（紀元前259年）、長平の戦いの後、疲弊した趙の首都の邯鄲を秦の王陵率いる軍が包囲した。長平で数十万の将兵を失った趙はなす術がなく、他国に援軍を求める事となり平原君が楚へ赴く事になった。平原君は自らの食客から20人の文武に優れた者を選び、交渉の場に同行させようとしたが、最後の1人を決めあぐねていた時に平原君の前に毛遂が現れ自分を連れて行くよう申し出た。平原君は「賢人とは錐を嚢中（袋の中）に入れておくようなもので、すぐに袋を破って先を出してくるものです。先生が私の所へ来て3年になるが、未だに評判を聞いていません。お留まり下さい」と断った。毛遂は「私は今日こそ嚢中に入りたいと思います。私を早くから嚢中に入れておけば、先どころか柄まで出ていましたよ」と返し、この返答が気に入った平原君は毛遂を最後の1人に選んだ。これが「毛遂自薦」「嚢中の錐」の原典である。
平原君と使節団は楚に入り、考烈王に合従を説いたが、楚は前に秦に侵攻されたこともあって脅威に思い中々まとまらない。毛遂は剣を握って考烈王の前に立ち、「白起は楚の首都を焼いて楚の祖先を辱めました。合従は趙のためではない、楚のためです」と弁舌爽やかに説いて考烈王はこれを容れ、邯鄲に援軍を派遣する事を約束した。平原君は帰国すると自己の人物鑑定眼の不足を悔いると共に、毛遂の才とその才がもたらした結果を喜び帰国後に毛遂を上客とした。
この後、平原君を説得した李同率いる三千人の決死隊が時間を稼ぎ、楚の援軍と魏からも信陵君が率いる援軍が来援し、王陵に代わって王齕が率いる秦軍は撃退され、趙は窮地を脱した。

### 毛遂の死について
毛遂の死とその時期については近世の資料または伝承により2つの説が有る。
- 秦軍が撃退された直後、燕の燕王喜が楽間の反対を押し切り栗腹を総大将とする軍を趙に侵攻させた。これに対し孝成王は毛遂を一軍の将に任命し、燕軍に当たる様指示を出した。毛遂は断ろうとしたが、孝成王はこれを押し切って毛遂を出陣させた結果、毛遂の率いる第一陣は燕軍に大敗してしまい毛遂は国の人々に会わせる顔がないと山林へ入ると自らの首を刎ね死んでしまった[3]（鄗・代の戦い（中国語版））。
- また、1942年刊行の鶏沢県志によると紀元前228年に秦が趙を滅ぼした際に侵攻する秦軍に趙軍と民衆を率いてこれに抵抗して、その戦いの中で戦死したとも伝えられている。

## 埋葬地
毛遂は死後、邯鄲の広年県城西南（現在の河北省邯鄲市永年区）に葬られた。伝説によると毛遂の墓は4ヘクタール以上の広さがあり、永年県の「八景」・「毛遂高峰」と評価された程であったという。しかし、文化大革命の際に破壊され農民の自留地となり、1993年に再建された。
また、当地以外にも毛遂の墓であると伝わる墓所が毛遂の生地説も伝わる山東省棗荘市滕州市にも存在する。

## 子孫
2008年、中国毛氏研究会は邯鄲市鶏沢県を毛遂の生地と認定し、毛遂を毛沢東の世祖と発表している。